# Yphthimoides nausicaa
Yphthimoides nausicaa är en fjärilsart som beskrevs av Heinrich Benno Möschler 1882. Yphthimoides nausicaa ingår i släktet Yphthimoides och familjen praktfjärilar. Inga underarter finns listade i Catalogue of Life.